# Qarah Bolāgh-e Panjeh
Qarah Bolāgh-e Panjeh (persiska: قَرِه بُلاغِ پَنجِه, قَرَه بُولاغ, قَرِه بُولاغ, قَرَ بُلاغِ پَنجِه, كَرِه بُلاغ, كَرِه بُولاغ, قره بلاغ پنجه, Qareh Bolāgh-e Panjeh) är en ort i Iran.   Den ligger i provinsen Kurdistan, i den nordvästra delen av landet, 400 km väster om huvudstaden Teheran. Qarah Bolāgh-e Panjeh ligger 2 069 meter över havet och antalet invånare är 539.
Terrängen runt Qarah Bolāgh-e Panjeh är kuperad åt sydost, men åt nordväst är den platt.Runt Qarah Bolāgh-e Panjeh är det ganska tätbefolkat, med 72 invånare per kvadratkilometer. Närmaste större samhälle är Dehgolān, 19,6 km norr om Qarah Bolāgh-e Panjeh. Trakten runt Qarah Bolāgh-e Panjeh består i huvudsak av gräsmarker.